# Pseudozonaria nigropunctata
Pseudozonaria nigropunctata is een slakkensoort uit de familie van de Cypraeidae. De wetenschappelijke naam van de soort is voor het eerst geldig gepubliceerd in 1828 door Gray.